# Schansspringen op de Olympische Winterspelen 1972

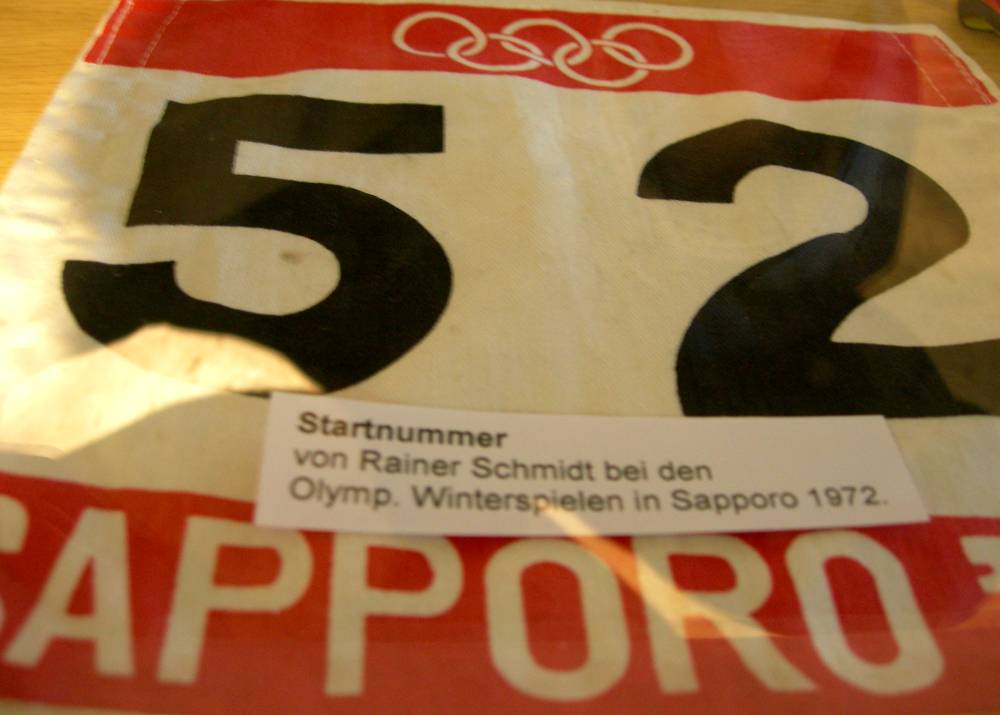
het startnummer van Rainer Schmidt in Sapporo

Schansspringen is een van de sporten die beoefend werden tijdens de Olympische Winterspelen 1972 in Sapporo.

## Heren

### Normale schans 70 m
| rang   | sporter(s)       | land | sprong 1 (m) | sprong 2 (m) | totaal (ptn) |
| ------ | ---------------- | ---- | ------------ | ------------ | ------------ |
| Goud   | Yukio Kasaya     | JPN  | 84.0         | 79.0         | 244.2        |
| Zilver | Akitsugu Konno   | JPN  | 82.5         | 79.0         | 234.8        |
| Brons  | Seiji Aochi      | JPN  | 83.5         | 77.5         | 229.5        |
| 4      | Ingolf Mork      | NOR  | 78.0         | 78.0         | 225.5        |
| 5      | Jiří Raška       | TCH  | 78.5         | 78.0         | 224.8        |
| 6      | Wojciech Fortuna | POL  | 82.0         | 76.5         | 222.0        |
| 7      | Karel Kodejška   | TCH  | 80.0         | 75.5         | 220.2        |
| 7      | Gari Napalkov    | URS  | 79.5         | 76.0         | 220.2        |

### Grote schans 90 m
| rang   | sporter(s)       | land | sprong 1 (m) | sprong 2 (m) | totaal (ptn) |
| ------ | ---------------- | ---- | ------------ | ------------ | ------------ |
| Goud   | Wojciech Fortuna | POL  | 111.0        | 87.5         | 219.9        |
| Zilver | Walter Steiner   | SUI  | 94.0         | 103.0        | 219.8        |
| Brons  | Rainer Schmidt   | GDR  | 98.5         | 101.0        | 219.3        |
| 4      | Tauno Käykhö     | FIN  | 95.0         | 100.5        | 219.2        |
| 5      | Manfred Wolf     | GDR  | 107.0        | 89.5         | 215.1        |
| 6      | Gari Napalkov    | URS  | 99.5         | 92.0         | 210.1        |
| 7      | Yukio Kasaya     | JPN  | 106.0        | 85.0         | 209.4        |
| 8      | Danilo Pudgar    | YUG  | 92.5         | 97.5         | 206.0        |

## Medaillespiegel
| rang | land        | goud | zilver | brons | totaal |
| ---- | ----------- | ---- | ------ | ----- | ------ |
| 1    | Japan       | 1    | 1      | 1     | 3      |
| 2    | Polen       | 1    | 0      | 0     | 1      |
| 3    | Zwitserland | 0    | 1      | 0     | 1      |
| 4    | DDR         | 0    | 0      | 1     | 1      |
|      |             | 2    | 2      | 2     | 6      |